# Entombed A.D.
Entombed A.D. (с англ. «погребённый») — шведская дэт-метал-группа, сформированная в 2014 году вокалистом группы Entombed Ларс-Йёран Петровым.

## История
В 2013 году Entombed вошли в студию для записи нового альбома под названием «Back To The Front».
В сентябре 2013 года было объявлено, что группу покидает один из основателей коллектива Алекс Хеллид. Так же стало известно, что Алекс не принимал участия в сочинении и записи материала для нового альбома. Вскоре после этого релиз нового альбома был отодвинут на 2014 г.
В январе 2014 года было объявлено, что группа Entombed разделяется на 2 лагеря: одни участники (из состава группы 1991 года: Хеллид, Седерлунд и Orvar Säfström) решили выступать со старым материалом 90-х под тем же названием, другие (Петров, Эльгстран, Дальстедт и Брандт) сформировали свою "прогрессивную" ячейку, стали называться Entombed A.D. и чуть изменили стиль лого.
4 августа 2014 на лейбле Century Media Records вышел альбом «Back To The Front», анонс которого был объявлен еще в сентябре 2013 года, а выход постоянно откладывался из-за раскола. Так же в сети появляются клипы на 2 песни с нового альбома — "Kill to Live" Архивная копия от 22 сентября 2017 на Wayback Machine и "Pandemic Rage" Архивная копия от 18 сентября 2017 на Wayback Machine. Осенью к группе присоединяется второй гитарист, лидер группы Interment Йохан Янссон и группа отправляется в мировое турне.
6 Декабря группа выступает в Санкт-Петербурге, в клубе Mod.
7 Декабря группа выступает в Москве, в клубе Volta.
Осенью 2015 года Entombed A.D. записывают в студии новый материал. 26 Февраля 2016 года группа выпускает новый альбом, получивший название «Dead Dawn». В этот же день в сети появляется клип на композицию "The Winner Has Lost" Архивная копия от 25 мая 2016 на Wayback Machine. К группе присоединяется новый концертный гитарист, лидер группы Krow Гильерме Миранда, и Entombed A.D. отправляется в большое мировое турне.

## Состав группы
- Ларс-Йёран Петров — вокал (2014 - 2021, умер в 2021)
- Нико Эльгстранд — гитара (2014 - по настоящее время)
- Виктор Брандт — бас-гитара (2014 - по настоящее время)
- Олле Дальстедт — ударные (2014 - по настоящее время)

Сессионные участники:
- Йохан Янссон  — гитара  (2014)
- Гильерме Миранда - гитара (2015- по настоящее время)

## Дискография

### Студийные альбомы
- 2014 — Back To The Front
- 2016 — Dead Dawn
- 2019 — Bowels of Earth